# رننیو
رننیو (蓮如؛ ۱۴۱۵ – ۱۴۹۹) هشتمین مونشو یا رهبر معبد معبد هونگان وابسته به شین بودیسم و اهل ژاپن بود.